# Gärdessjön (Töllsjö socken, Västergötland)
Gärdessjön är en sjö i Bollebygds kommun i Västergötland och ingår i Göta älvs huvudavrinningsområde.